# Chaim Peri
Pour les articles homonymes, voir Peri.
 Chaim Peri, né en 1941 à Givatayim.

## Biographie
Chaim Peri né est né en 1941 à Givatayim, en Palestine mandataire.
Il arrive au Kibboutz Nir Oz après avoir obtenu son diplôme d'études secondaires. Il fait partie du mouvement de jeunesse  Hashomer Hatzaïr.
Au Kibboutz, il rencontre sa première femme, Batya. Leur fille Inbal est née en 1968 et leur fils Lior en 1973.
Chaim Peri et Batya Peri divorcent. Elle quitte Israël et déménage au Royaume-Uni, où elle se marie une seconde fois et a deux autres enfants. Son fils, Daniel, est assassiné le 7 octobre 2023, avec sa femme Caroline, alors qu'ils visitent le Kibboutz.
Chaim se remarie avec Osnat, la responsable communautaire du kibboutz. Le couple Peri a deux autres filles ensemble. Chaim Peri est donc le père de quatre enfants et a 13 petits-enfants,.
Il sert dans la brigade militaire, puis  déménage dans la région frontalière de Gaza pour aider à fonder le kibboutz Nir Oz.
Comme parachutiste, il combat dans quatre guerres israéliennes. Il sert dans l'armée jusqu'à l'âge de 50 ans.
Dans le civil, il est un artiste autodidacte. il construit un espace d’exposition à Nir Oz appelé la Galerie de la Maison Blanche.
Chaim Perri est un forgeron, un cinéaste et un dessinateur qui se consacre aux arts visuels. Dans la galerie qu'il commence à construire en 1999, il organisé et accueille des expositions comprenant des œuvres d'art et de l'histoire palestiniennes et bédouines.
Il est un bénévole pour l'organisation Road to Recovery, dans laquelle des Israéliens escortent des Palestiniens malades ou blessés, principalement des enfants, à travers les points de contrôle militaires israéliens obligatoires dans la bande de Gaza et en Cisjordanie et les transportent vers les hôpitaux israéliens. pour traitement.